# Víctor Martínez Simancas
Víctor Martínez Simancas (Granada, 29 de mayo de 1884 - Madrid, 1 de abril de 1965) fue un militar español. Alumno y profesor de la Academia de Infantería de Toledo, participó activamente en acciones de la guerra de Marruecos. Fundador, durante el asedio, del periódico El Alcázar.

## Biografía
Hijo de Víctor Martínez Jiménez, subinspector farmacéutico militar de 1.ª clase, y de Teresa Simancas García, tuvo tres hermanos: Josefa, Teresa y Julián Martínez-Simancas Ximénez.
Estuvo casado en primeras nupcias con Adela Villalba Rubio, hija del general José Villalba Riquelme, y en segundas con Rosa Fontcuberta Amiguet. No tuvo hijos, pero mantuvo una estrecha relación con la familia de su primera mujer y con los hijos de su hermano Julián: Carmen, Teresa, Luis Martínez-Simancas García, Víctor Martínez-Simancas García y Julián Martínez-Simancas García.
Con quince años, en 1899, ingresó en la Academia de Infantería de Toledo, donde muy pronto fue condecorado con su primera Cruz al Mérito Militar con distintivo blanco por su comportamiento en las prácticas que tuvieron lugar en el Campamento de Carabanchel en 1901.
Terminados sus estudios, en 1902 fue promovido a segundo teniente y destinado al Regimiento de Infantería de Córdoba n.º 10, en Granada, en el que continuó tras haber conseguido el ascenso a primer teniente, en 1905.
En septiembre de 1907 fue destinado en comisión a la Academia de Infantería de Toledo, donde en un principio ejerció como profesor suplente, siendo nombrado en el mes de mayo del año siguiente secretario del Museo de Infantería, recién creado en el Alcázar, donde coincidirá con su amigo Fausto García Pérez y el hermano de este Antonio García Pérez, quien recogía en un artículo de la revista Ilustración Militar, el listado del personal que colaboraba en dicho Museo.
A partir del Curso 1908-1909 desempeñó en propiedad diversas clases y ejerció como suplente y auxiliar en otras, pero antes de que terminase solicitó la baja en la Academia por motivos de salud y se incorporó a su Regimiento en Granada, donde a su llegada fue nombrado profesor de la Academia de Cabos y ayudante del 2.º Batallón.

### Marruecos
En septiembre de 1911 fue destinado al Regimiento de Infantería de San Fernando n.º 11, al que se incorporó en el Hipódromo (Melilla), siendo enseguida destacado a la posición de Imrufen (provincia de Nador) y recibiendo su bautismo de fuego el día 30 de dicho mes al ser atacada su compañía cuando protegía el servicio de aguada en el río Kert. El 7 del mes siguiente fue ascendido a capitán y confirmado en el destino. En ese mismo día formó parte de la columna que al mando del jefe del Regimiento, el coronel Miguel Primo de Rivera, había recibido la misión de ocupar las lomas de Ifratuata, teniendo un duro enfrentamiento con el enemigo, que le sería recompensado con su primera Cruz Roja del Mérito Militar. Los meses siguientes participó en numerosas operaciones: ocupación y defensa de posiciones, reconocimientos, conducción de convoyes, protección de aguadas y otras.  El 22 de marzo eran ocupados los Tumiats (Aín Zora), procediéndose posteriormente a su fortificación bajo el fuego enemigo, recibiendo durante los trabajos una herida contusa de bala en el lado izquierdo del pecho, que le hizo acreedor a una segunda Cruz Roja del Mérito Militar. En julio de 1912 regresó a la Península, destinado, por segunda vez, al Regimiento de Córdoba, con cuyo 2.º Batallón embarcó en el mes de junio de 1913 en Algeciras hacia Ceuta, donde quedó de guarnición. Al mes siguiente se trasladó a la posición del Rincón de Medik, en la que sufrió frecuentes tiroteos.

### Academia de Infantería
Destinado al Batallón de 2.ª Reserva de Cuenca en agosto de 1914, en febrero del año siguiente fue trasladado a la Academia de Infantería de Toledo para cubrir en comisión una vacante de profesor, pasando un mes después a formar parte de su plantilla. Durante los años siguientes realizó diversas actividades académicas: impartió clases teóricas e intervino en las prácticas, formó parte de tribunales para el examen de ingreso, auxilió en los trabajos de la Oficina de Estudios y fue secretario de la Junta Facultativa. Su amplia labor docente será recompensada con una Cruz Blanca del Mérito Militar en 1917 y el Distintivo de Profesorado al año siguiente.
Nombrado el general José Villalba Riquelme ministro de la Guerra en diciembre de 1919, le eligió como secretario, desempeñando este cargo hasta que se produjo el cese del general Villalba en mayo del año siguiente, como consecuencia de la caída del gabinete Allendesalazar. El general Villalba siempre dio a Víctor Martínez Simancas un trato y consideración filial.
Al cesar en este cargo volvió a sus tareas docentes en la Academia de Toledo, hasta que en febrero de 1921 fue destinado a la Subinspección de Tropas y Asuntos Indígenas de Melilla. Días después de su baja en la Academia se le concedió pensión a la Cruz del Mérito Militar concedida en 1917, al reconocerle la Junta Facultativa por unanimidad su “sobresaliente cultura, clara inteligencia, carácter y entusiasmo profesional”.
Durante sus años de permanencia en la Academia de Infantería tuvo entre sus alumnos a Rafael Sánchez Gallardo, quien llegaría a ser suegro de su sobrino Víctor Martínez-Simancas García.

### Marruecos
Incorporado en Melilla a su nuevo destino, al ser reorganizada la Subinspección en diciembre de 1922 marchó a la posición de Azib de Midar con objeto de organizar una Oficina de Intervención Militar para las cabilas próximas, tras lo cual regresó a Melilla, donde continuó hasta que en el mes de marzo de 1923 fue destinado al Regimiento de Asia, en Gerona. En estos años coincidió con los hermanos Carlos Villalba Rubio, Álvaro Villalba Rubio y Antonio Villalba Rubio, hermanos de Adela Villalba Rubio, su primera mujer, fallecida en Melilla en 1922.

### Academia de Infantería de Toledo
En noviembre de 1923 fue designado para ocupar una vacante de profesor en comisión en la Academia de Infantería, en la que permaneció hasta que en enero del año siguiente pasó al Regimiento de Córdoba, en Granada, continuando agregado a la Academia hasta la finalización del Curso 1923/1924.

Víctor Martínez Simancas y su mujer Adela Villalba Rubio

### Ministerio de la Guerra
Ascendido a comandante en julio de 1925, dos meses después consiguió una vacante por concurso en el Estado Mayor Central del Ejército, pero al ser disuelto este organismo en el mes de diciembre siguiente fue destinado a la Dirección General de Preparación de Campaña, que le nombró vocal de la Comisión de Táctica. Al año siguiente pasó a formar parte de la 1.ª Sección de dicha Dirección, quien le encomendó el reconocimiento de la frontera con Portugal y estudios y trabajos de valoración del coste del material de guerra, y en 1927 le agregó como auxiliar al Curso de Preparación para el ascenso de coroneles. En 1928 cubrió una vacante en la Secretaría Auxiliar del Ministerio y se le encomendó un viaje de reconocimiento por la costa andaluza y el estudio detallado y desarrollo de los planes de enseñanza para las Academias Especiales y Escuela de Estudios Superiores Militares. Al año siguiente fue designado para asistir a unas maniobras navales en Cartagena y al viaje del Curso de Estado Mayor por diversas Regiones Militares, y en 1930 se le confió el reconocimiento de la frontera galaico-portuguesa.

### Guerra Civil
Al llegar la República se acogió a la Ley Azaña y obtuvo el pase a la situación de retirado, que había solicitado voluntariamente, fijándosele la residencia en Granada, aunque se trasladó a Toledo, donde ejerció de profesor del Colegio de Huérfanos de María Cristina, en el que impartió clases hasta el inicio de la contienda civil.
En julio de 1936 se unió a las tropas de su cuñado el comandante Ricardo Villalba Rubio, encerrándose, con los demás sublevados, en el Alcázar de Toledo, bajo las órdenes del comandante militar de la Plaza, el coronel José Moscardó, que le agregó a la Plana Mayor. Durante el asedio se ofreció a redactar un periódico que ayudase a mantener la moral de los refugiados, siendo aceptada su iniciativa y asumiendo la dirección y redacción del periódico El Alcázar. El 27 de septiembre era levantado el asedio del Alcázar y un día después se decretaba su incorporación a filas, siendo nombrado secretario del Gobierno Militar de Toledo. Durante los meses que duró el asedio fue herido dos veces y al término del mismo se sumó a la causa de beatificación de Antonio Rivera, conocido como "el Ángel del Alcázar", y formó parte de la Hermandad de Nuestra Señora Santa María del Alcázar.
En abril de 1937 fue destinado a la Dirección de Movilización, Instrucción y Recuperación, en Burgos, y al mes siguiente fue recompensado con la Cruz Laureada Colectiva por su participación en la defensa del Alcázar. El 20 de septiembre se le reintegró a la situación de actividad y un día más tarde fue ascendido a teniente coronel, continuando en el anterior destino, bajo el mando del general Luis Orgaz, quien al ser nombrado en noviembre de 1938 jefe del Ejército de Levante le eligió como ayudante de campo, combatiendo a su lado en la provincia de Castellón. Alcanzó el empleo de coronel en enero de 1939, cesando en su destino de ayudante y pasando en comisión al Cuartel General del Ejército de Levante, cuya 1.ª Sección estuvo a su cargo hasta la finalización de la guerra. Los meses siguientes residió en Valencia y Barcelona, conociendo en esta última ciudad a Rosa Fontcuberta Amiguet, con la que contrajo matrimonio en segundas nupcias en junio de 1939.
Al ser disuelta en julio de 1940 la Comisión Liquidadora del Ejército de Levante, de la que formaba parte, quedó disponible en Barcelona, pero muy pronto fue agregado al Cuartel General del Cuerpo de Ejército de Urgel, cesando en este destino al ser nombrado en el mes de diciembre de 1941 Delegado de Asuntos Indígenas de la Alta Comisaría de España en Marruecos, cargo que en noviembre del año siguiente cambió por el de Delegado de Educación y Cultura de dicha Comisaría.

### Ascenso al generalato
En enero de 1943 fue promovido al empleo de general de brigada y dos meses después nombrado profesor principal de la Escuela Superior del Ejército, en la que impartió clases a los alumnos del Curso para el Mando de División. En este período de su vida coincidió con su entrañable amigo, el pintor, y también granadino, Mariano Bertuchi.
Durante el Curso 1946/1947 fue ascendido a general de división, por lo que al término del mismo causó baja en su destino y alta como director general de Servicios, ejerciendo accidentalmente durante un tiempo el cargo de subsecretario del Ministerio del Ejército. A finales de 1948 volvió a establecer contacto con el Alcázar de Toledo cuando, a petición del ministro del Aire, presidió la visita que hicieron a sus ruinas los alumnos de la Escuela de Aviación Argentina. 
En mayo de 1948 fue puesto al frente de la Delegación General de la Alta Comisaría de España en Marruecos, cargo que en noviembre del año siguiente cambió por el de Delegado de Educación y Cultura de dicha Alta Comisaría.
Los años siguientes permaneció en situación de reserva, siendo en agosto de 1957 nombrado Presidente del Patronato de las Ruinas del Alcázar de Toledo, cargo que ocuparía hasta su fallecimiento y que le serviría para narrar la gesta del asedio a destacadas personalidades de todo el mundo.
Profundamente religioso, participó en múltiples actividades caritativas, por las que recibió reconocimientos de diversa índole.
Está enterrado en la cripta de El Alcázar.

## Condecoraciones
- Cruz de 1.ª clase del Mérito Militar con distintivo blanco (1901), por su distinguido comportamiento en las prácticas realizadas en el Campamento de Carabanchel en mayo de 1901.[7]
- Medalla conmemorativa de la jura de S. M. el Rey D. Alfonso XIII (1903).[8]
- Medalla conmemorativa del 1.er Centenario de los sitios de Gerona (1911).[9]
- Cruz de 1.ª clase del Mérito Militar con distintivo rojo (1911), por su distinguido comportamiento y méritos contraídos en el combate contra las cabilas rebeldes en el paso del río Kert, lomas de Tikermin e Ifratuata (Melilla).[10]
- Cruz de 1.ª clase del Mérito Militar con distintivo rojo y pensionada (1912), por su distinguido comportamiento y méritos contraídos en la operación realizada para la ocupación de los Tumiats.[11]
- Medalla de plata conmemorativa del bombardeo y asalto de la Villa de Brihuega y batalla de Villaviciosa (1912).[12]
- Medalla de plata conmemorativa del 1.er Centenario de los sitios de Ciudad Rodrigo (1912).[13]
- Medalla de Melilla con los pasadores del Kert y Beni-Bugafar y con la cinta de herido (1913).[14]
- Cruz de 1.ª clase de María Cristina (1914), por los méritos contraídos en los hechos de armas y operaciones efectuadas y servicios prestados desde el 25 de junio a fin de diciembre de 1913 en las inmediaciones de Tetuán.[15]
- Cruz de 1.ª clase del Mérito Militar con distintivo blanco (1917), por haber ejercido el profesorado durante cuatro años, que sería posteriormente pensionada (1921).[16]
- Pasador “Tetuán” como adición a la Medalla Conmemorativa del Rif (1917) y distintivo del profesorado (1918).[17]
- Cruz de la Orden de San Hermenegildo (1923).[18]
- Placa de la Orden de San Hermenegildo (1933).
- Cruz Laureada de San Fernando colectiva (1937), por la defensa del Alcázar de Toledo.
- Tres distintivos de herido en campaña (1939), por haberlo sido una vez en la toma de la posición de los Tumiats (Melilla) en 1912 y dos en la defensa del Alcázar de Toledo en 1936.[19]
- Medalla de la Campaña, dos Cruces Rojas del Mérito Militar y dos Cruces de Guerra (1939), en recompensa a la pasada campaña.[20]
- Cruz de Guerra (1939), por los méritos contraídos durante el asedio del Alcázar de Toledo.
- Comendador de la Orden de la Corona de Italia (1939).[21]
- Caballero gran cruz de la Orden de San Hermenegildo (1943).[22]

- Uso sobre el uniforme la Gran Cruz de la Orden Mehdauia (1944).[23]
- Gran cruz de la Orden del Mérito Militar con distintivo blanco (1944).[24]

- Insignia de Gran Oficial de la Orden de África (1951).[25]